# Yolanda (Lied)
Yolanda ist ein Liebeslied in Form einer Ballade und eines der berühmtesten Lieder des kubanischen Trovadors Pablo Milanés. Es ist seiner damaligen Ehefrau Yolanda Benet gewidmet und wurde 1970 anlässlich der Geburt ihrer ersten Tochter Lynn geschrieben. 

## Aufbau und Inhalt
Yolanda ist ein Lied im Bachata-Stil und hat eine Länge von 4:40 min. Das Lied besteht aus vier Strophen mit je vier Versen und einem Refrain aus drei Versen, wobei der zweite Vers eine Wiederholung des ersten ist.
Das Lied beginnt mit den Zeilen:

«Esto no puede ser no más que una canción / Quisiera fuera una declaración de amor / Romántica sin reparar en formas tales / Que ponga un freno a lo que siento ahora a raudales»

„Dies kann nicht mehr sein als ein Lied / Ich wünschte, es wäre eine Liebeserklärung / Romantisch, ohne Rücksicht auf solche Formen / Das würde dem Einhalt gebieten, was ich jetzt in Hülle und Fülle fühle.“

Das lyrische Ich besingt seine Liebe zu Yolanda, die er direkt anspricht, und seine Verbundenheit mit ihr. Es bedauert, dass es statt einer Liebeserklärung nur ein Lied schreiben kann, und erklärt, dass Yolanda ihn aus seiner Einsamkeit befreit und in ihm tiefe Gefühle geweckt hat.
Das Lied endet mit den Worten „Yolanda, Yolanda, Eternamente (für immer), Yolanda, Yolanda, Eternamente, Yolanda, Eternamente, Yolanda“.

## Geschichte
Milanés lernte seine damalige Frau Yolanda 1968 kennen, ein Jahr später heirateten sie und 1970 kam ihre erste Tochter Lynn zur Welt.
10 Tage nach der Geburt seiner Tochter begann Milanés mit dem Schreiben der Hymne auf seine Frau, in die er unsterblich verliebt war. Das Lied entstand angeblich in nur 20 Minuten. Danach musste er eine Reise innerhalb Kubas unternehmen. Bei seiner Rückkehr und dem Wiedersehen im Haus von Yolandas Mutter war das Baby unruhig, weinte und wollte nicht schlafen. Pablo griff zur Gitarre und begann zu singen. Es war das erste Mal, dass Yolanda dieses Lied hörte.
1974 ließen sich Yolanda Benet und Pablo Milanés scheiden, hatten aber weiterhin ein gutes Verhältnis zueinander und Milanés trug Yolanda auch nach der Scheidung bei Auftritten vor. 1982 wurde das Lied schließlich als Teil des Albums Yo me quedo (Ich bleibe) veröffentlicht und wurde zu einem der bekanntesten Lieder Pablo Milanés’. Laut Milanés übertraf die Bekanntheit des Liedes seine eigene. Bei Konzerten wurde das Lied auch häufig vollständig vom Publikum gesungen. Er sang es auch zusammen mit Silvio Rodríguez, der es zudem in Solo-Auftritten vortrug.
1986 erschien eine Coverversion des Liedes von Vicente Fernández. Weitere Coverversionen wurden 1990 von der spanischen Pop-Band Danza Invisible, 1996 von Nana Mouskouri und 1999 von Jovanotti veröffentlicht.